# Антоній Ілляшевич
Єпископ Антоній Ілляшевич (нар. 1680-і, Віленське воєводство, Річ Посполита — пом. 16 листопада 1755, Вятка) — єпископ Відомства православного сповідання, єпископ Вятський і Великопермський.
Вихованець Києво-Могилянської академії.

## Біографія
Народився у Віленському воєводстві близько 1680/1685 років.
Навчався в Києво-Могилянській академії. По закінченні був начальником різних навчальних закладів.
У 1731 році прийняв, емігрувавши на Московщину чернечий постриг.
1 травня 1734 висвячений у сан ієромонаха для служіння у флоті.
У 1739 році возведений у сан архімандрита Московського Новоспаського монастиря.
19 вересня 1739 призначений присутнім в Московській Канцелярії Святійшого Синоду.
25 травня 1748 хіротонізований на єпископа Вятського і Великопермського архієпископом Псковським і Нарвським Симоном (Тодорський) в Петропавлівській церкві.
Керуючи Вятською єпархією, він піклувався про облаштування церков, про розвиток проповідництва серед парафіяльного духовенства, про побожнє скоєння церковних богослужінь.
Трудився у справі звернення народу мансі в Православ'я, для новонавернених будував особливі церкви.
Помер 16 листопада 1755. Похований у Вятському Свято-Троїцькому кафедральному соборі.